# فینال جام ملت‌های آسیا ۱۹۸۸
فینال جام ملت‌های آسیا ۱۹۸۸، یک مسابقه فوتبال بود که قهرمان جام ملت‌های آسیا ۱۹۸۸ ، هشتمین دوره جام ملت‌های آسیا را  مشخص میکرد. 

## میزبان
ورزشگاه الاهلی که با نام ورزشگاه حمد بن خلیفه در دوحه قطر نیز شناخته می شود، میزبان فینال جام ملت‌های آسیا در سال ۱۹۸۸ بود. این ورزشگاه ۱۸۰۰۰ نفری توسط الاهلی و السیلیه استفاده می شود. این یکی از دو ورزشگاه مورد استفاده برای میزبانی جام ملت‌های آسیا ۱۹۸۸ بود. دوازده مسابقه از جمله فینال در این ورزشگاه برگزار شد.

## مسابقه
| کرهٔ جنوبی                                                           | ۰–۰ (و.ا.) | عربستان سعودی                                                           |
| ------------------------------------------------------------------- | ---------- | ----------------------------------------------------------------------- |
|                                                                     | گزارش      |                                                                         |
| ضربات پنالتی                                                        |            |                                                                         |
| چو مین-کوک · لی تائه-هو · بیون بیونگ-جو · کیم جو سونگ · چو یون هوان | ۳–۴        | صالح النعیمه · محمد عبدالجواد · ماجد عبدالله · صالح المطلق · فهد البیشی |

| GK           |  | چو بیونگ-دوک   |
| RB           |  | پارک کیونگ-هون |
| CB           |  | چانگ یونگ-هوان |
| CB           |  | چو یون هوان    |
| LB           |  | گو سانگ-بوم    |
| RM           |  | یئو بوم کیو    |
| CM           |  | چو مین-کوک     |
| CM           |  | چونگ هائه-وون  |
| LM           |  | هام هیون جی    |
| CF           |  | هوانگ سان-هونگ |
| CF           |  | کیم جو سونگ    |
| سرمربی:      |  |                |
| لی هوئه-تایک |  |                |

| GK                  |  | عبدالله الدعیع  |
| RB                  |  | عبدالله الدوسری |
| CB                  |  | احمد جمیل مدنی  |
| CB                  |  | صالح النعیمه    |
| LB                  |  | محمد عبدالجواد  |
| RM                  |  | صالح الصالح     |
| CM                  |  | فهد البیشی      |
| CM                  |  | فهد المصیبیح    |
| LM                  |  | ماجد عبدالله    |
| CF                  |  | یوسف الثنیان    |
| CF                  |  | سعد الدوسری     |
| سرمربی:             |  |                 |
| کارلوس آلبرتو پریرا |  |                 |